# Eureka Scientific
Eureka Scientific, Inc. (o Eureka Scientific) è una società no-profit 501(c)(3), con sede a Oakland, California, fondata nel 1992 da otto ricercatori dell'Università della California - Berkeley.

## Storia
Nel 1992, l'astronoma americana Carol Christian e i suoi colleghi, tra cui il fisico americano John Vallerga dell'UC Berkeley, decisero di fondare una società in California, chiamata Eureka Scientific, Inc., come canale per le domande di sovvenzioni federali di astrofisici non di ruolo e astronomi. Il motivo era che l'UC Berkeley non ha permesso a Carol Christian di presentare una proposta di sovvenzione alla NASA, dal momento che non ricopriva alcun incarico di facoltà di ruolo, sebbene fosse un membro del team di Extreme Ultraviolet Explorer, che ha contribuito a sviluppare e costruire esso. Quando è stata costituita Eureka Scientific, Inc., John Vallerga è stato nominato tesoriere, il quale crede che "gli scienziati dovrebbero avere l'opportunità di agire come agenti liberi e negoziare i migliori accordi", sebbene la UC Berkeley non abbia problemi con Eureka Scientific fintanto che in quanto non utilizzano le strutture universitarie. In precedenza, lo scienziato planetario americano Roger C. Wiens si era lamentato di non poter presentare alcuna proposta di sovvenzione come investigatore principale, poiché ha ricoperto incarichi non di ruolo presso il California Institute of Technology e l'Università della California, San Diego, ma ha scritto fantasma per cinque diverse proposte. Tuttavia, in un'intervista con Science Magazine, il preside della ricerca e della politica dei laureati presso la Stanford University ha affermato che tale misura è necessaria "per mantenere la reputazione e la qualità della ricerca e per garantire l'uso appropriato delle strutture universitarie".

## Collaboratori

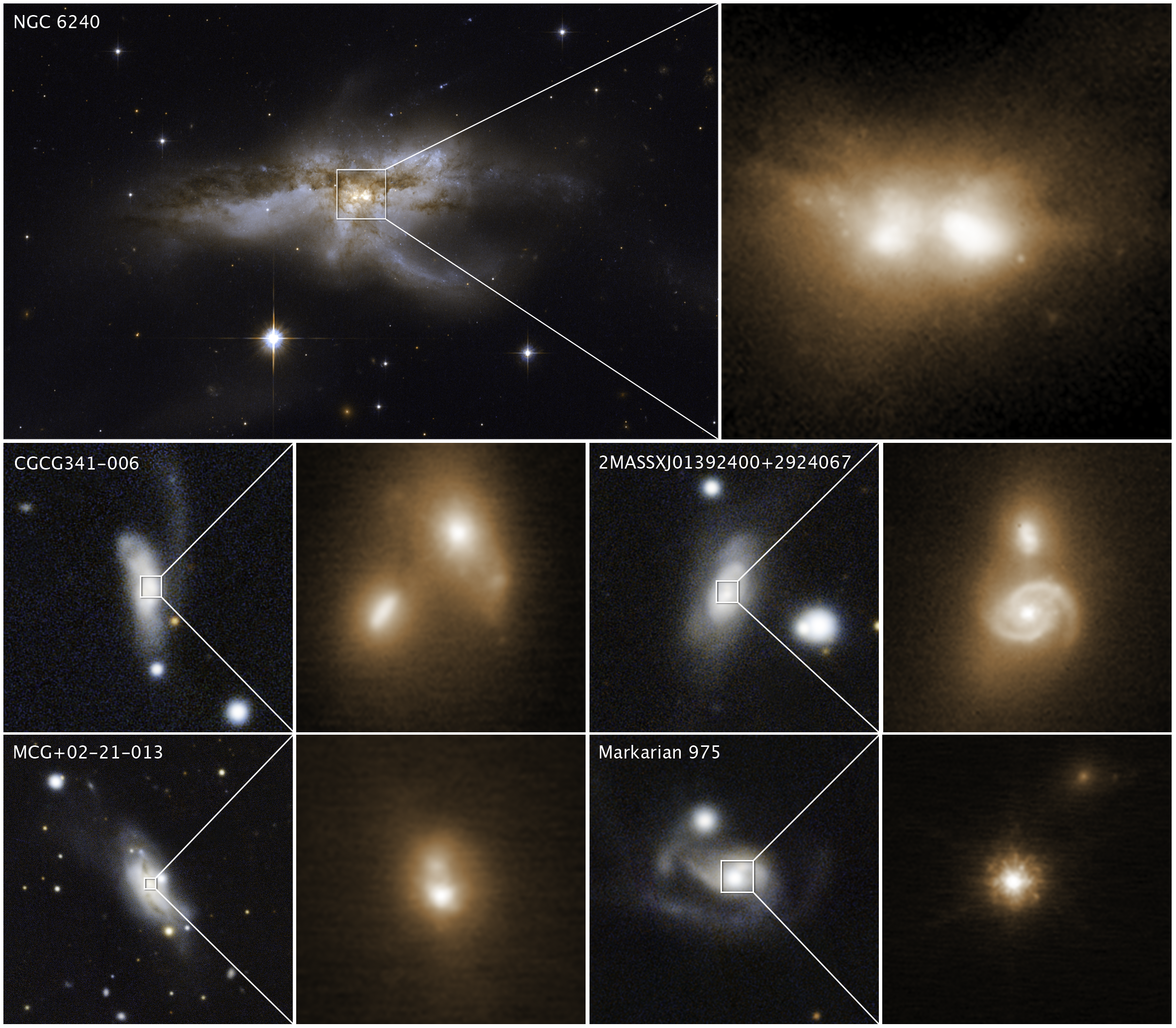
Hubble and Keck observatories of colliding galaxies.

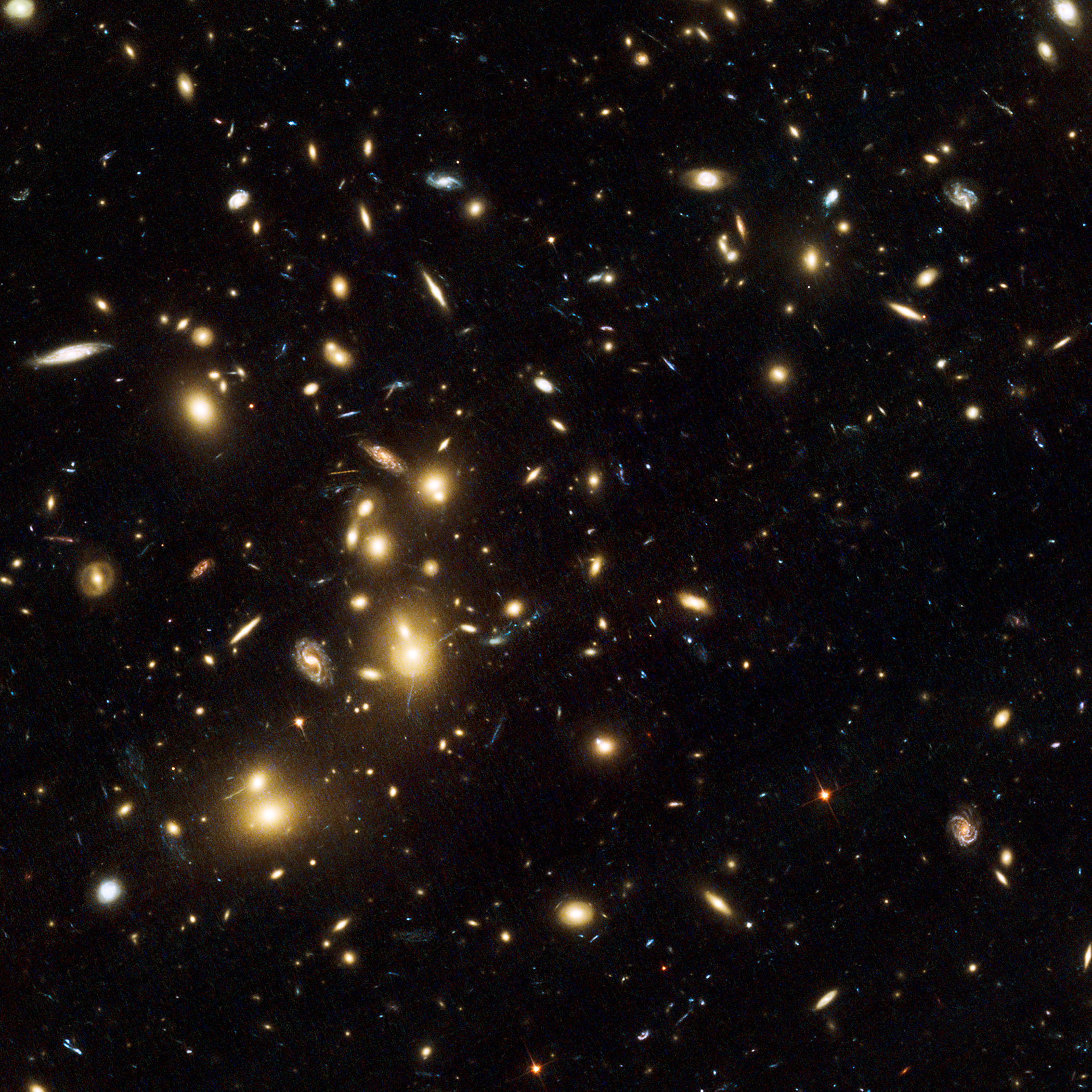
Hubble images of Abell 2744.

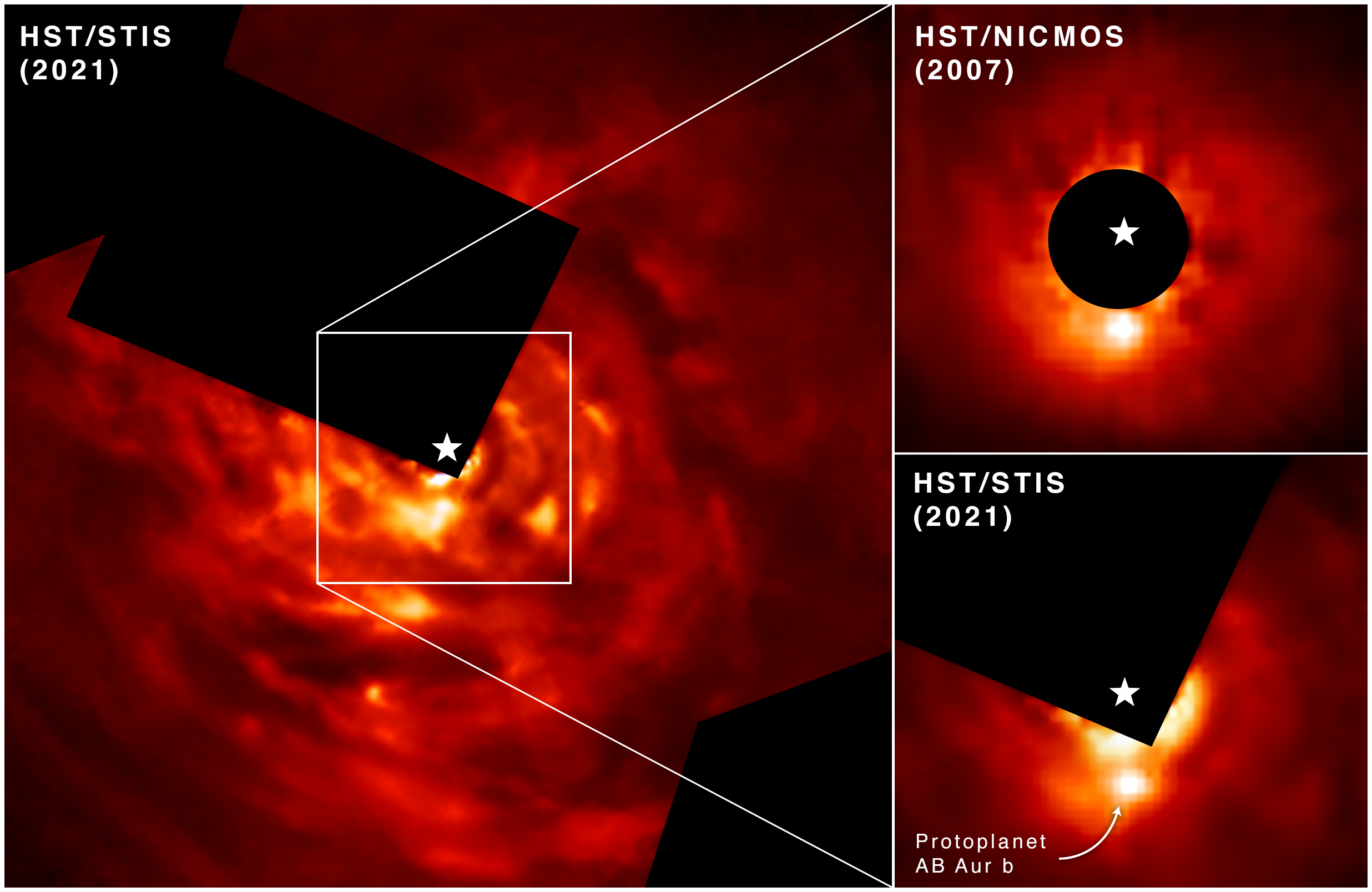
HST Image of Jupiter-like Protoplanet.

Secondo il Nature Index, che è un database che tiene traccia delle connessioni delle istituzioni e del loro impatto scientifico, i primi 5 collaboratori statunitensi con Eureka Scientific includono la West Virginia University (WVU), il Jet Propulsion Laboratory (JPL), la Cornell University, l'Università del Wisconsin-Milwaukee (UWM) e National Aeronautics and Space Administration (NASA), mentre i suoi primi 5 collaboratori internazionali sono l'Università di Southampton (Soton), l'Università di La Laguna (ULL), l'Università di Oxford, l'Università della British Columbia (UBC) e Istituto argentino di radioastronomia (IAR). Basato sul SAO/NASA Astrophysics Data System (ADS), i principali collaboratori di Eureka Scientific nel 2022 includono il Goddard Space Flight Center (GSFC), il Max Planck Institutes, lo Space Telescope Science Institute (STScI), il California Institute of Technology (Caltech), la Kavli Foundation, l'Università dell'Arizona, l'Harvard–Smithsonian Center for Astrophysics, l'Università di Harvard, l'Università del Maryland, College Park.